# Systemische Erkrankung
Als systemische Erkrankung oder Systemerkrankung wird eine Krankheit bezeichnet, die sich auf ein gesamtes Organsystem auswirkt, etwa auf das Blut (Leukämie, Anämien), das zentrale Nervensystem oder die Muskulatur als Ganzes. 
Im weiteren Sinne werden auch solche Erkrankungen als systemisch bezeichnet, die sich unspezifisch auf den gesamten Körper auswirken wie Diabetes mellitus, Rheuma (auch Polyarthritiden wie das Still-Syndrom), Psoriasis, Sarkoidose,  Vaskulitiden (Gefäßerkrankungen wie Takayasu-Arteriitis, Arteriits temporalis, Panarteriits nodosa, Kawasaki-Syndrom, Purpura Schönlein-Henoch, Granulomatose mit Polyangiitis und Thrombangiitis obliterans), Kollagenosen wie die Autoimmunerkrankungen systemischer Lupus erythematodes und primäres Sjögren-Syndrom, Sklerodermie (eine auch systemische Sklerose genannte Erkrankung des Gefäß- und Bindegewebes), Goodpasture-Syndrom und Mukoviszidose. Eine Krankheit, die mehrere Organsysteme betrifft, wird außerdem als Multisystemerkrankung bezeichnet.
Den systemischen Erkrankungen stehen die lokalisierten Erkrankungen gegenüber, bei denen ein Organ oder ein Teil eines Organes von der Erkrankung betroffen sind.